# Serviços Auxiliares de Transportes Aéreos
SATA é o acrônimo de Serviços Auxiliares de Transportes Aéreos. A empresa SATA foi constituída em 1954 com a finalidade de prestar serviços de atendimento a aeronaves nos aeroportos do Brasil. Foi Subsidiaria da Antiga Varig até o colapso da Companhia em 2006 e hoje é uma empresa Independente como a Flex Training Center.
Atualmente também gerencia, em parceria com terceiros, os serviços de atendimento no Aeroporto Internacional de Carrasco, em Montevidéu, Uruguai e Aruba. A SATA, que já contava com uma rede de 28 aeroportos no Brasil e no Uruguai e filiou-se recentemente a Aviance, uma aliança de prestadores de serviços aeroportuários, cobrindo mais de 100 aeroportos em 13 países, acaba de dar mais um passo na sua estratégia de crescimento internacional.
Em associação com uma empresa Caribenha, a SATA adquiriu a Aviation Ground Support (AGS) Limited, companhia de Ground Handling que opera no Aeroporto Internacional Rainha Beatriz em Aruba. A AGS atualmente presta serviços a companhias Norte Americanas e Latino Americanas.
É a maior empresa do setor na América do Sul, detém 65% do mercado no Brasil.
Serviços prestados:
- Atendimento a passageiros check-in, check-out, embarcações
- Atendimento de rampa, carga e descarga
- Limpeza interna de aeronaves
- Proteção à Aviação Civil
- Movimentação de cargas
- Atendimento à Aviação executiva